# الرحى (مسلسل)
الرحى, مسلسل كويتي أنتج عام 2005 وعرض في 2006 ومدتها 55 دقيقة. من بطولة سعاد عبد الله وأسمهان توفيق وخالد أمين وأحلام حسن وسعاد علي ومرام وكويت عالية.

## قصة
تدور القصة في إطار درامي حول عائشة التي تجد نفسها بين ليلة وضحاها بدون أي عائل مادي، بعد حرمانها من ميراث زوجها، وتحريض زوجة ابنها أحمد على طردها من المنزل، فتتخبط بها الأيام وتسعى لمساعدة من حولها أملا في العيش في سعادة.